# Ricimer
Ricimer Flavius (n. ~405  - d. 18 august 472 ), general germanic în armata romană, a condus de facto Imperiul roman de Apus între 456 și 472 d.Hr. A devenit magister militum, pe vremea lui Avitus, ca în 456 să-l detroneze în favoarea lui Maiorian.
Ricimer era fiul principelui sueb Rechila și al unei fiice a regelui vizigot Wallia, iar originea barbară și credința ariană l-au împiedicat să acceadă la tronul Romei; în schimb, și-a făcut o carieră de succes în armata imperială.
În timpul cât a fost magister militum, a avut autoritatea reală asupra împăraților occidentali: Avitus, Maioran, Severus, Anthemius și Olybrius.
A întreținut relații bune cu Imperiul roman de Răsărit, iar în timpul împăratului din orient, Leon I, a încercat să organizeze o expediție comună, antivandală, în 468.

## Ascensiunea
Potrivit lui Sidonius Apollinaris, Ricimer a servit sub militum magister Flavius Aetius, alături de Maiorian, cu care s-a împrietenit.
Un vid de putere a fost creat în Imperiul de Apus, după evenimentele din 454 și 455, când au fost asasinați consecutiv Aetius și împăratului Valentinian al III-lea, care a fost responsabil pentru asasinarea lui Flavius Aetius. După asasinate, senatorul roman Petronius Maximus s-a proclamat împărat. Petronius, cu toate acestea, a fost ucis de un grup de romani imediat înainte de jefuirea vandală a orașului în 455. După jefuire, regele vizigot Theodoric al II-lea l-a proclamat ca împărat pe Avitus, comandantul militar roman în Galia. În schimbul sprijinului lui Theodoric, Avitus a fost de acord să permită vizigoților de a intra în Hispania controlată de suebi. Avitus, noul împărat, cu vizigoții sub comanda sa, a mărșăluit spre Roma pentru a-și asigura tronul. Avitus l-a numit pe vizigotul Remistus magister militum, o poziție care a fost vacantă de la moartea lui Aetius.
După sosirea la Roma, Maiorian a dat sprijinul său, deși fără tragere de inimă, pentru noul împărat. Avitus l-a numit ulterior pe Ricimer comes, o poziție militară proeminentă. În acest timp, Imperiul de Vest cuprindea peninsula italică și porțiuni din sudul Galiei, care era mici porțiuni ale teritoriului deținut de Roma în secolele anterioare.
Ricimer a ridicat o armată și o flotă din mercenarii germanici disponibile pentru el, și a început campanii îndreptate împotriva triburilor germanice cu care se afla în conflict Imperiul. Ricimer a reușit să obțină prima victorie importantă în 456, când i-a învins pe vandali într-o luptă navală. Deși Priscus a scris că Avitus l-a trimis în Sicilia să se angajeze în luptă cu vandalii, Hydatius afirmă că i-a învins în apropiere de Corsica. După victoria din Mediterană, Ricimer a fost numit de către Avitus magister militum praesentalis, comandantul armatei terestre al Imperiului de Apus în Italia și în mod eficient al doua cea mai mare rang disponibil în Vest.
Ricimer s-a folosit de poziția sa pentru a-l sprijini pe colegul său, Maiorian, în complotul împotriva lui Avitus, care nu au fost încă recunoscut ca împărat al Occidentului de către Marcian, împăratul di răsărit. Ricimer și Maiorian a convins Senatul roman a autoriza o expediție militară împotriva lui Avitus, care mutase capitala imperială la Ravenna. Cei doi au condus o armată împotriva unei forțe imperiale comandate de militum magister Remistus și a învins-o la Piacenza, pe 16 octombrie 456. Au asediat Ravenna, care a căzut, iar Avitus a fost capturat, și în cele din urmă executat. Cu tronul apusean vacant, noul împărat răsăritean, Leon I, a acordat titlul de patrician și rangul de magister militum lui Ricimer pe 28 februarie 457. Leon l-a numit pe Majorian pentru a-l înlocui pe Ricimer la comanda armatei din Italia. Fără un împărat occidental, Leo spera să-l folosească pe Ricimer ca locțiitorul său eficace în Occident.

## Magister militum

### Maiorian (457-461)
Ca un șef de trib germanic, Ricimer nu și-a putut asuma tronul imperial, ci ca militum magister a câștigat influență asupra popoarelor germanice ocupând Galia, Hispania și Africa de Nord. A fost plecat cu opțiunile de dizolvarea a Imperiului de Apus și de a guverna ca un vicerege oficial al lui Leon de la Constantinopol sau de a exercita puterea asupra Occidentului printr-un împărat marionetă. Deși, a sperat să aleagă prima opțiun, aristocrația romană a refuzat să consimtă la acest pas și Ricimer a fost nevoit să o aleagă pe ultima.
Cu un tron apusean vacant, alemanni au invadat Italia. Au înaintat din Raetia și a reușit să pătrundă în Italia, ajungând la lacul Maggiore. Maiorian a condus armata sa pe câmpul de luptă, învingându-i pe alemani. Maiorian a fost proclamat împărat de către trupele sale într-un loc numit ad Columellas la 1 aprilie 457. Dându-și seama de potențialul lui Maiorian ca o marionetă, Ricimer îl convinge pe Leon să își dea consimțământul în acest aranjament.
Deși Ricimer a avut de asteptat pentru a-și controla prietenul, Maiorian s-a dovedit a fi un conducător capabil și, în curând s-a distanțat de magister militum lui. Maiorian și-a demonstrat talentul său militar prin intermediul recuceririi Galiei și a campaniilor sale în Hispania. Campaniile lui Maiorian i-au supus în mod eficient pe vizigoții și le-a returnat statutul de foederati, crescându-și foarte mult statutul său în Senat și armata. Maiorian apoi s-a pregătit pentru o campanie împotriva vandalilor lui Genseric.
Maiorian a fost învins de Genseric, eventual prin trădare, în apropierea Valenciei, Spania, unde a organizat o armată de mercenari. În timpul absenței sale, Ricimer a convins Senatul să se întoarcă împotriva împăratului, care a desființat în curând armata sa și s-a întors în Italia. Ricimer a condus un detașament și l-au arestat. Îl destituie pe Maiorian pe 3 august 461, Ricimer torturându-l și decapitându-l pe împărat în cele din urmă pe 7 august.

### Libius Severus (461-465)
Comandantul general în Galia, Aegidius, și comandantul general în Dalmația, Marcellinus, care au condus domeniile lor independent de autoritatea imperială, au intrat în ostilități deschise cu Ricimer și a refuzat să-i recunoască poziția lui Ricimer. Ricimer a condus Vestul, fără un împărat timp de trei luni. Dar sub presiunea aristocrației Senatului, Ricimer l-a numit pe senatorul Libius Sever ca împăratul lui marionetă. Deși Sever a fost recunoscut de Senat, împăratul răsăritean, Leon, a refuzat să-l recunoască ca omologul său apusean. Deși el s-a confruntat cu opoziția militară deschisă din partea generalilor din Vest, cu Sever ca împărat docil, Ricimer a fost stăpânul Romei.
Problemele cu care se confruntă Ricimer în timpul domniei lui Libius Severus a fost opoziția militară din partea vandalilor și opoziție politică al Imperiul de Est. Vandalii au invadat în mod continuu coasta italiană de la asasinarea lui Valentinian al III-lea în 455, un dezastru asupra economiei provinciei Italia. În același timp, împăratul Leon a refuzat să-l recunoască pe Sever ca împărat legitim în Vest și a refuzat să-i acorde asistență pentru a guverna Occidentul. Constantinopolul a făcut pace cu Genseric în 462, refuzând să intervină în raidurile vandale. Datorită veniturilor fiscale diminuate și cu armatele cheie ale Occidentului sub controlul opoziției, Ricimer avea nevoie de asistență din răsărit, în scopul de a menține ordinea în occident. Ca atare, Sever, în ciuda naturii sale docile, a reprezentat un obstacol pentru puterea lui Ricimer. La moartea lui Sever în 465 - potrivit lui Cassiodorus, a fost otrăvit de către Ricimer - acesta a condus vestul 18 luni fără un împărat, așteptând un succesor numit de Leon.

### Anthemius (467-472)
Vandalii au văzut tronul apusean vacant ca pe o oportunitate de a crește rolul lor în politica imperială. Genseric l-a sprijinit candidatura lui Olybrius pentru numirea ca împărat. Genseric a avut legături de familie cu Olybrius, deoarece atât Olybrius cât și Huneric, fiul lui Genseric, s-a căsătorit cu cele două fiice ale lui Valentinian al III-lea. Cu Olybrius pe tron, Genseric ar deveni adevărata putere din spatele tronului în Occident, înlocuindu-l pe Ricimer. Pentru a-l pune pe Leon sub presiune, vandalii și-au extins atacurile lor asupra teritoriilor Imperiului de Est, jefuind Prefectura pretoriană Illyricum, Peloponezul și alte părți din Grecia.
Confruntându-se cu creșterea raidurilor vandale, în 467 Leon l-a numit pe comandantul general al armatei ilire Anthemius ca împărat în Vest. Leon l-a trimis pe Anthemius în Italia cu o armată condusă de generalul comandant al armatei dalmate, Marcellinus, care a fost anterior răzvrătit împotriva lui Ricimer, pentru a-și asigura tronul din Vest și să recupereze Africa de Nord de la vandali. Ricimer trebuie să fi văzut numirea lui Anthemius ca subminând poziția sa. Spre deosebire de Libius Sever, Anthemius a avut o istorie încununată de succese militare și a avut legături de familie cu dinastia Teodosiană. Cu toate acestea, avea nevoie de sprijinul Imperiului de Est, Ricimer fiind nevoit să-l accepte. Pentru a consolida legăturile sale cu noul împărat, Ricimer s-a căsătorit diplomatic cu fiica lui Anthemius, Alypia, fiind un timp în pace cu noul împărat.
Curând după preluarea tronului apusean, Anthemius i-a acordat lui Marcellinus rangul de patrician într-un efort de a contrabalansa autoritatea lui Ricimer. În Răsărit, s-a stabilit practică să existe doi comandanți supremi în cazul în care Occidentul a devenise comun de a avea doar unul. Cu experiența sa în structura militară răsăriteană, aceasta poate să fi fost o încercare de a introduce structura, utilizându-l pe Marcellinus drept co-Comandant Suprem cu Ricimer. Atât împăratul Leon și Anthemius au văzut dificultatea cu care orice împărat occidental a avut în menținerea controlului militar cu existența unui Comandant Suprem necontestat singular.
În 468 împăratul Leon a organizat o campanie de atac împotriva vandalilor din Africa de Nord, în care ambele imperii ar angajeze forțe considerabile. Generalul comandant al armatei trace, Basiliscus, cumnatul lui Leon, a preluat comanda supremă peste asaltul comun, cu Marcellinus care comanda direct forțele trimise din Occident. Planul general solicitat pentru un atac pe trei direcții între Basiliscus, Marcellinus și comandantul militar al Egiptului, Heraclius din Edessa. Basiliscus a debarcat la o distanță de Cartagina cu armata principală (transportat de o flotă de peste 1.000 de nave ) și cu Heraclius care avansa din Tripolitania. Marcellinus a fost de a asigura Sicilia și Sardinia și apoi ar fi invadat Cartagina. Ricimer, sub comanda generală a lui Marcellinus, a comandat o mare parte a forțelor occidentale în expediție. Comportamentul lui Ricimer a trezit suspiciuni că a vrut în secret ca expediția să eșueze, ceea ce s-a și întâmplat în urma luptei dezastruoase de la Capul Bon. Cea mai mare parte din armata comună a fost distrusă, iar Marcellinus este asasinat de soldații săi în timp ce se afla în Sicilia, probabil, la instigarea lui Ricimer.
În ciuda eforturilor episcopului, între Ricimer și Anthemius a izbucnit un război deschis în 472. Ricimer, împreună cu unitățile sale barbare de mercenari (inclusiv soldații ai lui Odoacru), au mărșăluit spre Roma. Asediat, Anthemius s-a refugiat în Bazilica Sfântul Petru. Împăratul Leon l-a trimis pe Olybrius să medieze un armistițiu între Ricimer și Anthemius, dar potrivit lui John Malalas, a trimis o scrisoare secretă lui Anthemius, îndemnându-l să-l omoare pe Olybrius. Ricimer a interceptat scrisoarea, i-a arătat-o lui Olybrius și l-au proclamat împărat după un asediu de cinci luni. Ricimer a intrat în cele din urmă în oraș și a reușit în a separa portul de pe Tibru de Palatin, înfometându-i pe susținătorii împăratului. Ambele părți au apelat la armată din Galia, dar comandant general burgund al Galiei, Gundobad, l-a susținut pe Ricimer, unchiul său.
Anthemius a rezistat până când susținătorii săi l-au părăsit. Deghizat în cerșetor, împăratul a fost prins încercând să fugă din oraș, la Biserica Santa Maria in Trastevere, unde a fost decapitat pe 11 iulie 472. Ricimer l-a proclamat apoi pe Olybrius ca împărat, care a fost candidat pentru împărat pe care el și Genseric l-au susținut.

## Moartea
Conducerea lui Ricimer a durat până la moartea sa survenită din cauza unei hemoragii pe 18 august 472, la șase săptămâni după destituirea lui Anthemius. Titlul său de patrician și poziția sa de Comandant Suprem au fost preluate de Gundobad, nepotul său. Fără o persoană puternică să-l ghideze, Imperiul roman de Apus a cunoscut o succesiune mai rapidă a împăraților, dintre care nici unul nu a fost capabil să-și consolideze în mod eficient puterea. Linia de împăraților romani apuseni s-a încheiat odată cu detronarea lui Romulus Augustulus în 476 de către conducătorul herulilor, Odoacru.